# Exetastes bifenestratus
Exetastes bifenestratus là một loài tò vò trong họ Ichneumonidae.